# Patryk Brzeziński
Patryk Radosław Brzeziński (* 30. Oktober 1984 in Posen, Polen) ist ein ehemaliger polnischer Ruderer.

## Karriere
Brzeziński gelangte im Jahr 2002 über eine Teilnahme im Doppelzweier an den Weltmeisterschaften der Junioren im litauischen Trakai zum internationalen Rudersport. Danach konnte er sich erst 2005 wieder für Auswahlboote qualifizieren. Neben einer Teilnahme am Weltcup im zweiten polnischen Doppelvierer startete er auch in dieser Bootsklasse an den Nachwuchs-Weltmeisterschaften der U23-Altersklasse und erreichte dort das A-Finale. Ab 2006 ruderte Brzeziński im Riemenboot, er belegte bei der U23-WM den fünften Platz mit Artur Chojnowski im Zweier ohne Steuermann.
Gleichzeitig schaffte Brzeziński den Sprung zur A-Nationalmannschaft. Bei den Weltmeisterschaften 2006 im britischen Eton ruderte er im Vierer ohne Steuermann mit anderen Nachwuchsruderern ins C-Finale. Im Folgejahr bot sich Brzeziński über Teilnahmen im Vierer-ohne am Weltcup für das polnische Top-Boot, den Achter an, in dem er bei den Weltmeisterschaften in München eingesetzt wurde. Im Finale belegte die Mannschaft Platz 5. Für die wiedereingeführten Europameisterschaften in seiner Heimatstadt Posen musste er allerdings wieder zurück in den Vierer, der den vierten Rang belegte.
In der olympischen Saison 2008 schaffte Brzeziński den Sprung in die Nationalmannschaft erst spät. Der Achter war bereits durch die Platzierung bei den Weltmeisterschaften 2007 qualifiziert, die Mannschaft wurde aber erst kurz vor den Spielen nominiert. Brzeziński, der in der Saison vorher nicht beim Weltcup zum Einsatz gekommen war, wurde dennoch für das stärkste polnische Team im Riemenbereich bei den Olympischen Sommerspielen in Peking ausgewählt. In der Besetzung Sebastian Kosiorek, Michał Stawowski, Patryk Brzeziński, Sławomir Kruszkowski, Wojciech Gutorski, Marcin Brzeziński, Rafał Hejmej, Schlagmann Mikołaj Burda und Steuermann Daniel Trojanowski erreichte der Achter das Finale und belegte dort Platz 5. In ähnlicher Besetzung wurde bei den Europameisterschaften wenige Wochen später außerdem die Bronzemedaille gewonnen.
Brzeziński konnte sich aber nicht fest als Stammkraft im Achter etablieren. Bei einem größeren personellen Umbruch zur Saison 2009 rutschte er für den Weltcup und die Weltmeisterschaften in seiner Heimat in den Vierer zurück, dem lediglich der 11. Platz gelang. Bei den Europameisterschaften im gleichen Jahr konnte er wieder im Achter rudern und mit diesem den EM-Titel im belarussischen Brest gewinnen. Nach einer weiteren Saison im Vierer-ohne, die Brzeziński mit einem neunten Platz bei den Europameisterschaften 2010 beendete, nahm er Abschied vom internationalen Rudersport.
Brzeziński startete für den Verein AZS Poznań in seiner Heimatstadt Posen. Bei einer Körperhöhe von 1,95 m betrug sein Wettkampfgewicht rund 77 kg.